# آنا ماريا غونزاليس (مغنية)
آنا ماريا غونزاليس (بالإسبانية: Ana María González)‏ هي مغنية إسبانية، ولدت في 13 أبريل 1951 في أوفييدو في إسبانيا.

## وصلات خارجية
- الموقع الرسمي